# みやぎ東日本大震災津波伝承館
みやぎ東日本大震災津波伝承館（みやぎひがしにほんだいしんさいつなみでんしょうかん）は、宮城県石巻市南浜町にある、東日本大震災にちなむ津波記念館であり、石巻南浜津波復興祈念公園と併設されている。新型コロナウイルスの流行を受けて、開館を暫く延期していたが、2021年6月6日にオープンした。

## 展示
- つなぐ記憶：震災前の風景・過去の津波を辿る展示[2][3][4]
- シアター『くり返さないために』：津波を実感できる展示[3]
- 東日本大震災を知る：震災被害を伝える展示[3]
- 津波から命を守る：日和山を臨める展示[3]
- ともにつくる復興：被災地の復興状況を紹介[3]
- 「語り部」からのメッセージ：語り部団体の活動紹介[3]
- ひとり一人の記憶：様々な視点から震災を検証[3]

## 情報
- 所在地： 日本 宮城県石巻市南浜町2丁目1-56[5]
- 開館時間：9時から17時まで（最終入館16時30分まで）[5]
- 入館料：無料[6]

## 福島県沖地震による被害
2022年3月16日に発生した福島県沖地震により、ガラス製の外壁が割れるなどの被害が発生し、臨時休館となった。